# Andrés Stoopendaal
Andrés Stoopendaal (uttal: /anˈdreːs/), född 28 mars 1981 i Colombia, är en svensk författare och litteraturkritiker. Han har bland annat givit ut romanen Maskerad på Norstedts förlag 2011.
Under flera år drev Stoopendaal litteraturmagasinet Dokument.

## PodcastenStoopendaal & Sundfelt
Tillsammans med psykologen Karl Oskar Sundfelt driver han podcasten Stoopendaal & Sundfelt som sedan starten 2016 har utkommit med 130 avsnitt.
Podcasten är främst analyser av litteratur, konst och samtiden, men det har även förekommit gäster som Ludvig Köhler, Stig Larsson, Anna-Karin Wyndhamn och Cyril Hellman.